# Dicladispa straminea
Dicladispa straminea es una especie de insecto coleóptero de la familia Chrysomelidae.
Fue descrita científicamente en 1898 por Péringuey.